# 3 Batalion Wojsk Kolejowych
3 Batalion Wojsk Kolejowych – oddział wojsk kolejowych Sił Zbrojnych PRL.
Batalion sformowano w sierpniu 1951 w Pikulicach. W 1955 przeniesiony został do Bakończyc, a w 1957 na Zasanie w Przemyślu.
W 1957 3 batalion wojsk kolejowych został rozformowany, a na jego bazie i 7 batalionu wojsk kolejowych utworzono 2 pułk kolejowy.

## Dowódcy batalionu
- ppłk Konstanty Świrski (9.12.1951 – 8.04.1953)
- mjr Tomasz Jaworski (8.04.1953 – 1.05.1954)
- kpt. Tadeusz Jankowski (1.05.1954 – 1.01.1956)
- kpt. Jerzy Łysak (1.01.1956 – 1.06.1957)